# Ali Bouziane
Ali Bouziane (in arabo الى بوزيان‎?; Boufarik, 25 marzo 1977) è un allenatore di pallacanestro ed ex cestista algerino con cittadinanza francese.

## Carriera
Con l'Algeria ha disputato due edizioni dei Campionati africani (2001, 2005).

## Palmarès

### Giocatore
- Coppa di Francia: 1

Digione: 2006
- Match des Champions: 1

Digione: 2006
- Coppa di Polonia: 1

Prokom Gdynia: 2005-06

### Allenatore
- Leaders Cup Pro B: 1

Étoile Angers: 2023